# Anastazja z Dalmacji
Św. Anastazja z Dalmacji (gr. Ἀναστασία Φαρμακολυτρια , cs. Анастаси́я Узореши́тельница) – męczennica, święta Kościoła katolickiego i prawosławnego.

## Życiorys
Anastazja urodziła się w Rzymie w połowie III wieku, jako córka poganina i chrześcijanki. O jej życiu wiadomo niewiele. Została wydana za mąż za bogatego poganina, lecz pod pretekstem wymyślonej choroby zachowała dziewictwo. Jej mąż był okrutnikiem i znęcał się nad nią. Po jego śmierci zajęła się pomocą uwięzionym chrześcijanom.
Przewodnikiem duchowym Anastazji był Chryzogon, który w czasie panowania cesarza Dioklecjana został uwięziony i skazany na śmierć za wyznawanie wiary. Wyrok został wykonany w 303 roku, w Akwilei. Anastazja towarzyszyła mu do ostatnich chwil, po czym sama została uwięziona i wtrącona do więzienia w Sirmium. Została skazana na śmierć przez spalenie w Sirmium (lub w Akwilei), w 304 roku .

## Kult
Imię Anastazji wymienia się w Kanonie Rzymskim, do którego zostało dołączone w V w.
W V wieku relikwie świętej przeniesiono do Konstantynopola i złożono w specjalnie dla niej dedykowanej świątyni. W okresie późniejszym, jej głowę oraz prawą rękę przeniesiono do Monasteru Świętej Anastazji, znajdującego się niedaleko Świętej Góry Atos (Athos).
W VI wieku w Rzymie, gdzie sprawowano kult Anastazji, poświęcono jej kościół koło Circus Maximus.
Obecnie sarkofag świętej znajduje się w katedrze św. Anastazji w Zadarze. Poświęcona jest jej także rzymska Bazylika Sant’Anastasia al Palatino.
W ikonografii przedstawiana jest w powłóczystych szatach, czasami w koronie na głowie. Jej atrybuty to krzyż symbolizujący chrześcijaństwo, palma męczeństwa, pojemnik na maści i wonności, którymi leczyła rany odwiedzanych uwięzionych współwyznawców,  pęta, pale do których była przywiązana na stosie, stos, nożyce którymi odcięto jej język.
Jest patronką cenzorów posługujących się nożycami, a także męczenników i wdów.
Wspomnienie liturgiczne w Kościele katolickim obchodzone jest 25 grudnia, natomiast w Cerkwi prawosławnej 22 grudnia/4 stycznia, tj. 4 stycznia według kalendarza gregoriańskiego.